# ابن شرفشاه استرآبادی
ابن شرفشاه استرآبادی (۷۱۸ /۷۱۷ /۷۱۵–۶۴۵)، فیلسوف، عالم، نحوی و طبیب، از مردم استرآباد بود. از زادگاهش به مراغه رفت. نزد خواجه نصیرالدین طوسی درس خواند و در زمرهٔ شاگردان برجستهٔ وی درآمد و تا پایان زندگی خواجه در کنار او بود. وی بر برخی از کتب استادش شرح نوشت و پس از مرگ خواجه‌نصیر به موصل رفت و در مدرسه نوریّه به تدریس حکمت مشغول شد و تا پایان عمر در موصل ماند. برخی منابع او را شیعه و برخی دیگر شافعیش می‌دانند اما آرای فلسفی و کتب او در حکمت موید تشیع اوست. صَفَدی از حلم و تواضع زائدالوصف او سخن گفته‌است. از جمله شاگردان وی: زین‌الدین علی بن حسین و شیخ تاج‌الدین علی بن عبداللَّه تبریزی.

## آثار
- شرح «مختصر» ابن‌حاجب، در اصول
- شرح «تجرید الکلام» خواجه نصیرالدین
- شرح «قواعد العقائد» خواجه‌نصیر
- شرح «کافیه» ابن‌حاجب، در سه قسمت صغیر و کبیر و وسیط، که شرح کبیر آن به نام «بسیط» و شرح متوسط آن به اسم «وافیه» مشهورند
- شرح «الفصیح» ثعلب در لغت
- «مرآةالشفا»، در طب
- شرح «الشافیة» ابن‌حاجب، در تصریف.